# Teheran (Provinz)
Die Provinz Teheran (persisch استان تهران, DMG Ostān-e Tehrān) ist eine der 31 Provinzen Irans. Hauptort ist die gleichnamige Hauptstadt Teheran.
In der Provinz leben 13.267.637 Menschen (Volkszählung 2016). Die Fläche der Provinz erstreckt sich auf 13.692 Quadratkilometer. Die Bevölkerungsdichte beträgt 969 Einwohner pro Quadratkilometer. Damit ist die Provinz die dichtestbesiedelte Region des Landes.
Die Bedeutung der ursprünglich ländlich geprägten Provinz wuchs nach der Eroberung durch die Kadscharen, die Teheran 1778 zu ihrer Hauptstadt proklamierten.

## Geographie

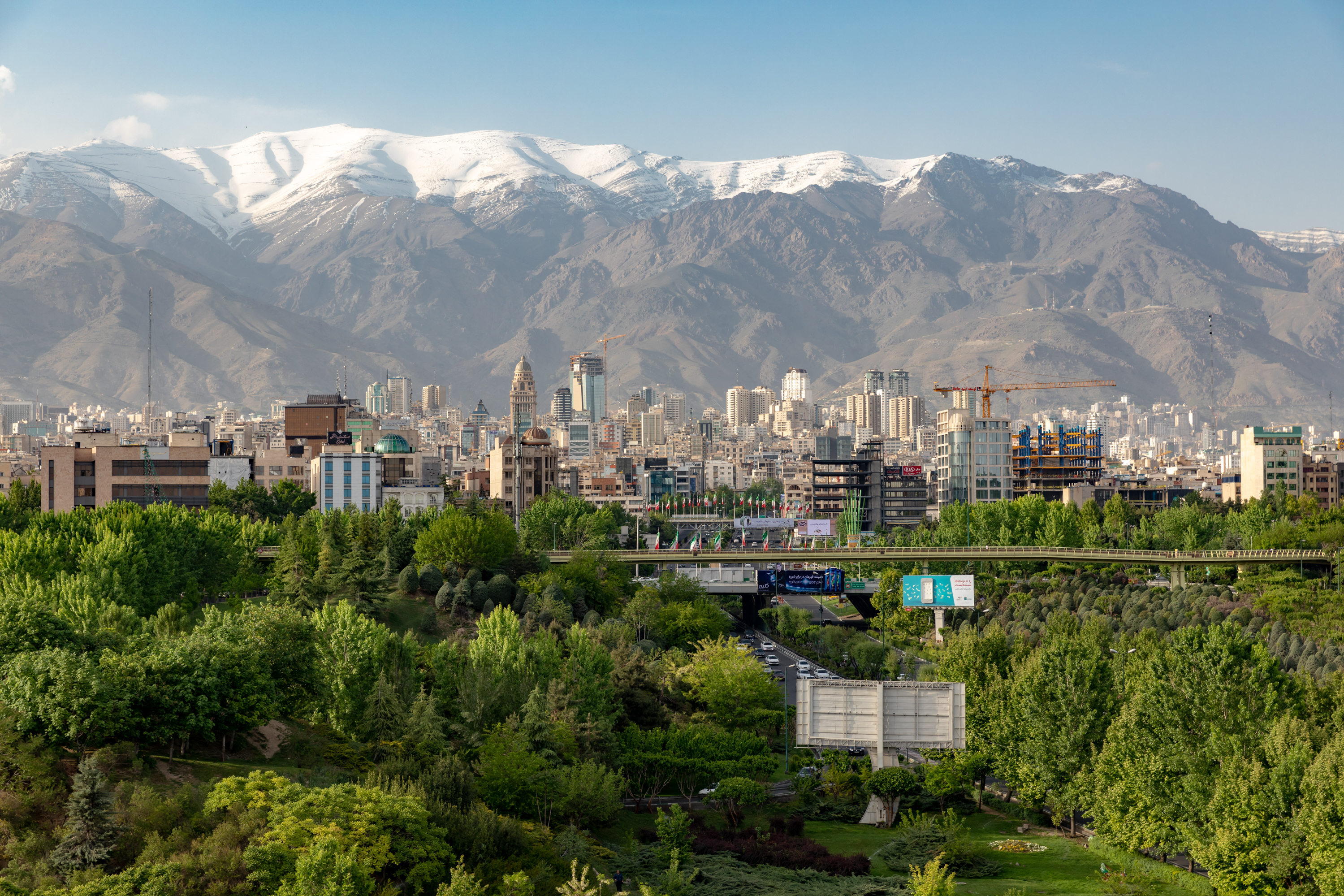
Elburs-Gebirge im Norden Teherans

Die Provinz liegt südlich des Elburs-Gebirges und des Kaspischen Meeres im Iranischen Hochland. 66 Kilometer nordöstlich der Hauptstadt befindet sich der 5671 m hohe Damāvand, in nördlicher Richtung befinden sich die Abhänge des 3975 m hohen Berges Totschāl (mit Seilbahn).
Die Flüsse Karadsch im Westen der Ebene und der Diadirud, der im Osten der Provinz fließt, versorgen die Hauptstadt mit Wasser. An den beiden Flüssen sind im 20. Jahrhundert Talsperren errichtet worden, unter anderem die Amir-Kabir-Talsperre. Entlang den großen Straßen der Hauptstadt verlaufen offene Kanäle, in die Wasser aus den umliegenden Bergen der Provinz Teheran geleitet wird.
Die Provinz liegt in einer erdbebengefährdeten Zone. Die Region im Iranischen Hochland ist tektonisch sehr aktiv. Hier stoßen die Indisch-Australische und die Arabische Kontinentalplatte auf die Eurasische Platte. Mehrmals im Jahr kommt es zu leichten Erdstößen.

## Bevölkerung
Die Bevölkerung in Teheran setzt sich mit 58,9 % mehrheitlich aus Persern zusammen. Größte Minderheit sind die Aserbaidschaner mit 30,3 % und weitere Turkvölker mit ca. 5,5 %. Daneben gibt es noch kleinere Gruppen, wie Luren (2,1 %), Kurden (1,8 %), Belutschen (0,1 %) und andere Volksgruppen (1,3 %), die aber bei der Bevölkerungsbildung nicht wesentlich ins Gewicht fallen.

## Die größten Städte
(VZ = Volkszählung)
| Rang | Stadt       | Einwohner (VZ 2016) |
| ---- | ----------- | ------------------- |
| 1.   | Teheran     | 8.693.706           |
| 2.   | Eslamschahr | 448.129             |
| 3.   | Schahriyar  | 309.607             |
| 4.   | Ghods       | 309.605             |
| 5.   | Malard      | 281.027             |
| 6.   | Golestan    | 239.556             |
| 7.   | Pakdascht   | 236.319             |
| 8.   | Ghartschak  | 231.075             |
| 9.   | Waramin     | 225.628             |
| 10.  | Nasimschahr | 200.393             |

Quelle: Iranische Statistikbehörde

## Verwaltungsgliederung
- Verwaltungsbezirke (pers: Schahrestan): Baharestan, Damavand, Eslamschahr, Firūzkuh, Ghartschak, Malard, Pakdascht, Pardis, Pischva, Ray, Robat Karim, Schahriar, Schar-e Qods Schemiranat, Teheran, Varamin
- Kreise (pers: Bachsch): Absard, Andische, Bagherschahr, Baghestan, Boumehen, Chahardangeh, Damavand, Eschtehard, Eslamschahr, Ferdowsieh, Firūzkuh, Garmdarreh, Gharchak, Ghods, Golestan, Haschtgerd, Haschtgerd New Town, Javadabad, Hassan Abad, Kahrisak, Kamalschahr, Karadsch, Kilan, Lavasan (auch Lawasan und Lavazan), Mahdascht, Malard, Meschkindascht, Mohammadschahr, Nasimschahr, Nazarbad, Owschan Fascham Meygoun, Pakdascht, Pardis, Pischva, Robat Karim, Roudehen, Sabascharh, Safadascht, Schahedschahr, Schahrijar, Scharifabad, Teheran, Vahidieh, Waramin

## Kultur und Sehenswürdigkeiten

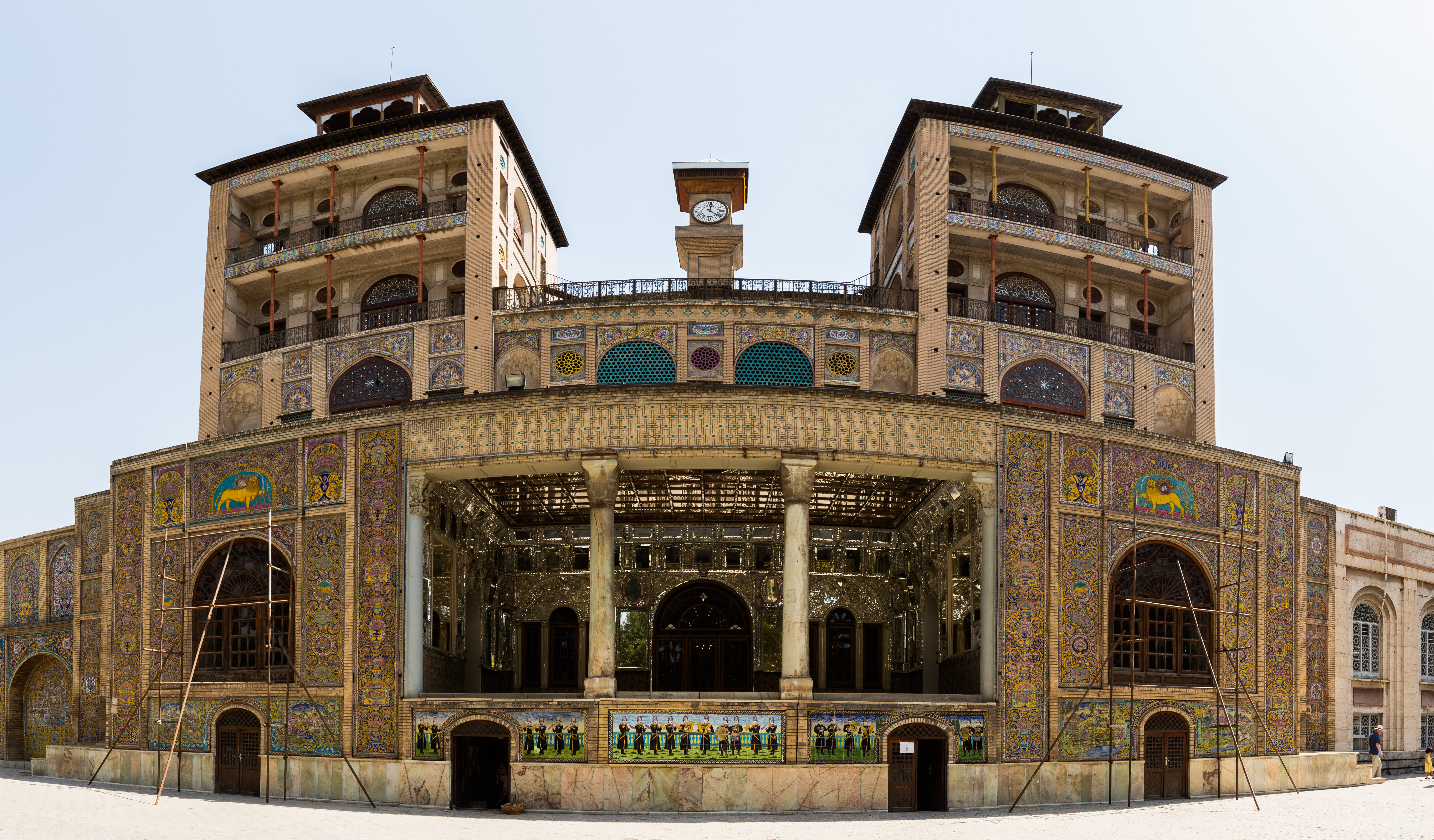
Schams-ol-Emareh – Golestanpalast

In Teheran befinden sich zahlreiche sehenswerte Bauwerke. Die meisten stammen aus der Kadscharenzeit, darunter der Golestanpalast (bis 1979 Sitz des Schahs) und die Schah-Moschee. Das größte Theater ist die Vahdat Concert Hall mit rund 1000 Sitzplätzen. Weitere Theater sind die Rudaki Hall (Heimat des Rudaki Orchesters), das Nasr (ältestes Theater der Stadt) und das Parstheater.
Bedeutende Museen mit Sitz in der Hauptstadt sind das Archäologische Museum, das Abgineh Museum mit einer Ausstellung iranischer Töpferkunst, das Rea Abbasi-Museum mit einer Sammlung iranischer Kalligraphie und Gemälde sowie die Rassam Teppichkultur- und -kunstsammlung mit einer Teppichwebereischule. Letztlich erwähnenswert ist auch die Saadabad-Palastanlage.
In Teheran gibt es etwa 800 Parks. Bekannte Parks sind der Daneshju-Park, der Sa'ei-Park, der Shatranj-Park und der südlich des Palastes gelegene Niavaran-Park. Shahr-e Bazi (früher Luna-Park) ist der Name von Teherans größtem Unterhaltungspark.
Siehe auch: Persischer Garten, Tangeh Sāvāschi

## Wirtschaft und Infrastruktur

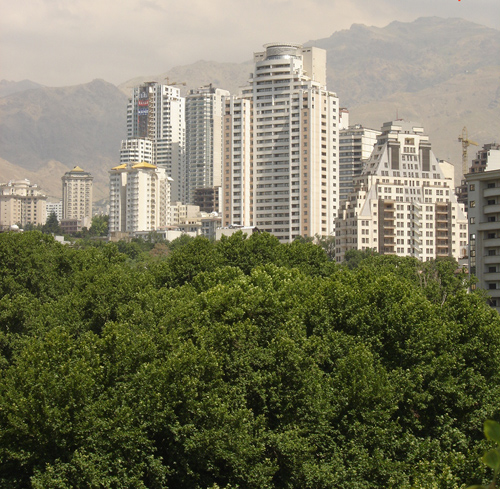
Wohngebäude in Elahiyeh, Teheran

In den Industriebetrieben der Provinz werden unter anderem Baumwolltextilien, Lebensmittel, Zement und Ziegelsteine hergestellt. Von der Nationalen Iranischen Ölgesellschaft mit Sitz in der Hauptstadt wird die Rohölindustrie, die sich in Abadan und anderen Regionen des Landes konzentriert, verwaltet. Die Wirtschaft unterliegt zum größten Teil der staatlichen Kontrolle. In privater Hand befinden sich ausschließlich kleinere Betriebe.
Die Hauptstadt der Provinz ist das Bildungs- und Medienzentrum von Iran. Bedeutende Universitäten sind die Universität Teheran und die Scharif-Universität für Technologie. In Teheran erscheinen die wichtigsten Tageszeitungen des Landes (Jumhori-yi Islami, Resalat, Keyhan, Akhbar, Ettelā'āt), darunter auch einige englischsprachige (Tehran Times, Kayhan International, Iran Daily, Iran News).
Mit den beiden Flughäfen „Mehrabad International Airport“ (THR) und dem am 8. Mai 2004 eröffneten „Imam Khomeini International Airport“ (IKA) besitzt die Provinz Anschluss an den internationalen Luftverkehr. Über Überlandbusse besteht Anschluss an Europa. Ab dem Istanbuler Busbahnhof verkehren täglich Linienbusse bis nach Teheran. Des Weiteren ist das hervorragende Autobahnnetz Irans mit Straßen auf mitteleuropäischem Standard auf Teheran zentralisiert. Die Provinz besitzt auch Eisenbahnverbindungen in alle Teile des Landes.